# Tragedia de Río Turbio
La Tragedia de Río Turbio fue un incendio seguido de derrumbe que ocurrió en 2004 en la mina de Yacimientos Carboníferos Río Turbio, en la provincia argentina de Santa Cruz, en el cual fallecieron 14 operarios. El incidente se produjo durante el cambio de turno, y se inició en una cinta transportadora de carbón. Se registraron altos niveles de monóxido de carbono, la mayoría de los productos incendiados eran de caucho y plástico.

## Incendio
El día 14 de junio de 2004 entre las 21hs y las 22hs, comenzó un incendio sobre la galería denominada 1P5 en las cintas destinadas a la extracción de carbón mineral. El incendio fue advertido a entre las 22:30hs y las 22:45hs por un operario electricista, quién efectuó las llamadas de alerta.
El incendio creció de manera tal que la galería 2P5, paralela a la 1P5, fue invadida por un espeso humo y monóxido de carbono. También se cortaron las comunicaciones con el interior profundo de las instalaciones donde se encontraban aproximadamente 100 trabajadores mineros. Previo al corte de las comunicaciones, los trabajadores habían recibido la orden de evacuar.
De los 100 trabajadores ubicados en el interior profundo de la mina, 50 subieron a un camión de trasporte de personal que los condujo por la galería 2P5 directamente hacia la zona del incendio. El transporte se detuvo luego de chocar con la estructura de sustentación de la galería, quedando los trabajadores inmersos en esa masa de humo y monóxido de carbono, sin elementos de protección respiratoria y con visibilidad nula. Solo pudieron escapar 36, falleciendo 14 trabajadores.

## Víctimas
El incendio produjo la muerte 14 trabajadores mineros. La causa de la muerte de 13 de ellos fue la intoxicación por inhalación de monóxido de carbono, provocando paro cardio respiratorio, mientras que un trabajador falleció por politraumatismo y aplastamiento craneal por derrumbe.
Las víctimas fueron: Miguel Antonio Cardozo, Nicolás Esteban Arancibia, Julio Néstor Álvarez, José Orlando Hernández Zambrano, Ricardo Guillermo Cabrera, Oscar Marchan, José Sixto Alvarado Díaz, Jorge Eduardo Vallejos, Héctor Cesar Rebollo, José Luis Armella, Víctor Agadu Hernández Hernández, Silverio Méndez, Odilon Vedia y José Edicio Chávez Paillan.
La totalidad de los cuerpos fueron rescatados por los brigadistas pertenecientes al Cuartel Central de Bomberos de la Policía Federal Argentina.

## Causas
El Tribunal Oral Federal de Santa Cruz en los fundamentos de la sentencia del 18 de diciembre de 2014, detalló la investigación y los hallazgos que llevaron a la tragedia.
Durante los años 1993 y 2002, la empresa estuvo concesionada por el Estado Nacional a capitales privados. Esta empresa privada se ocupó de ejecutar un profundo proceso de vaciamiento que dejó a la minera estatal prácticamente desmantelada, en la ruina e inoperativa. Esto fue gracias a la absoluta pasividad del órgano de contralor. En el año 2002 se rescindió la concesión y se intervino la empresa por disposición del Estado Nacional, fundamentando, entre otros puntos, que el estado de abandono pone en riesgo la integridad y seguridad física del personal y la preservación de los bienes del mismo.
Con la empresa intervenida se fija como objetivo el lograr la sustentabilidad del emprendimiento productivo, dada la necesidad de aumentar la producción para cumplir con contratos de exportación a Chile.
Según Gregorio Tolosa (jefe del área electromecánica) y Jorge De Cristófaro, Laura Giumeli (asesora del interventor Esteban Loncaric) les daba indicaciones de producir más carbón para cumplir con los compromisos asumidos. Esto aún cuando se le indicaba a Giumeli que faltaban materiales como ropa y botas. Giumeli negó estos hechos durante el juicio. Según Giumeli y Loncaric, se hicieron constantes reclamos de partidas presupuestarias al gobierno central pero ese dinero nunca llegó.
Según el tribunal, el aumento de la producción sin las inversiones necesarias, con escasez de personal, falta de capacitación, y carente de toda planificación y organización resultaron en un riesgo evitable, y en el incendio y la muerte de catorce trabajadores.
Cada cinta transportadora de carbón está compuesta de tramos de aproximadamente 1000 metros de longitud. Estos tramos vuelcan su carga en el siguiente, y el movimiento es dado por  motores eléctricos. El control del funcionamiento se hacía de dos maneras: sensores eléctricos que detectaban la presencia de grandes trozos de carbón, detienen la cinta y a la vez avisa del problema en un tablero lumínico ubicado a la salida; y otra humana consistente en la tarea de recorrer caminando las instalaciones para detectar in situ cualquier anomalía.
Antiguamente el control humano se realizaba mediante operarios que se encontraban en casillas de control ubicadas en cada empalme de cintas. Los operarios vigilaban cualquier anomalía pudiendo detener las cintas accionando un botón de emergencia, y daban aviso telefónico del desperfecto. Este sistema fue desarmado por el concesionario y era un reclamo del gremio su reinstalación.
Según la pericia de la Dirección de Policía Científica de Gendarmería Nacional grandes trozos de carbón trabaron la cinta transportadora haciendo que el tramo anterior continúe volcando material que se acumuló hasta llegar al techo de la galería. Con los motores en funcionamiento y el rozamiento de la cinta de goma, la temperatura aumentó generando el incendio dada la alta combustibilidad de los materiales cercanos (como carbón y madera). El incendio se propagó hasta que generó derrumbes en las galerías.
El Tribunal conluye que el incendio se desarrolló en un periodo donde no funcionaron ninguno de los sistemas de control, tanto humano como electrónico, y que sólo fue descubierto por casualidad, por un electricista que decidió revisar la cinta.

#### Fallo del tribunal
- Héctor Eduardo Schabner (jefe de seguridad) y Esteban Loncaric (interventor): Condenados a 3 años de prisión condicional, como coautores penalmente responsables del delito de Estrago Culposo agravado por la muerte de 14 personas.[17]
- Gregorio Daniel Tolosa (jefe del área electromecánica): Absuelto por el beneficio de la duda.[18]